# Michel Bernard (archevêque)
Pour les articles homonymes, voir Michel Bernard et Bernard.
Michel Jules Joseph Marie Bernard, né le 16 novembre 1911 à Avranches (diocèse de Coutances) et mort le 2 janvier 1993 à Chevilly-Larue, est un missionnaire spiritain français qui fut vicaire apostolique de Conakry de 1950 à 1954, archevêque de Brazzaville au Congo, de 1954 à 1964, et archevêque-évêque de Nouakchott, de 1965 à 1973.

## Biographie

### Formation et premières missions
Michel Bernard naît dans une famille profondément chrétienne. Il poursuit ses études à l'institution Notre-Dame d'Avranches, puis entre au noviciat de la congrégation du Saint-Esprit en septembre 1930. Il fait sa profession religieuse en 1931, à Orly, et continue sa formation spiritaine à Mortain et au séminaire de Chevilly. Entre 1934 et 1936, il effectue un stage au Cameroun, en tant qu'enseignant au petit séminaire d'Akono. Michel Bernard prononce ses vœux perpétuels le 13 septembre 1935 à Yaoundé. Il est ordonné prêtre le 29 septembre (jour de sa fête) 1938 à la grande chapelle des Missions de Chevilly. Il émet sa consécration à l'apostolat en juillet 1939, et il est affecté au Cameroun, mais le déclenchement de la guerre de 1939-1940 retarde son départ au début de l'année 1940, où il effectue son service militaire au bureau de la censure militaire.
Après l'armistice de juin 1940, Michel Bernard est démobilisé à la fin de l'année et d'abord envoyé à Édéa en pays Bassa, puis à Eséka de 1943 à 1948. En 1948, son évêque, Pierre Marie Bonneau, le nomme à la tête de l'enseignement catholique de Douala, puis il devient en plus son vicaire général en 1949.

### Évêque
Michel Bernard (il a 39 ans) est nommé en 1950 vicaire apostolique de Conakry en Guinée, où les chrétiens, contrairement au Cameroun, ne sont qu'une petite minorité parmi les musulmans et évêque titulaire d'Égée (de) (Aegeae). Quatre ans plus tard, il est nommé vicaire apostolique de Brazzaville au Congo français, succédant à Paul Biéchy, démissionnaire pour raison de santé.
Fort déjà d'une expérience solide et doué d'un talent d'organisation, il fonde plusieurs paroisses dans une ville, Brazzaville, en expansion rapide (comme Saint-Kisito, Saint-Charles-Lwanga de Bacongo), ainsi qu'à Moungali, Kingoma, Mouleke (Poto-Poto), etc. Il reforme ou réorganise les paroisses environnantes (Mbanza Ndounga, Vinza, Kinkala, Goma Tsé-Tsé). L'enseignement est une de ses priorités majeures et il développe les séminaires, les écoles secondaires catholiques, les écoles de formation professionnelle et les écoles ménagères. Il forme un laïcat efficace, appelle des prêtres Fidei donum, sans oublier de consolider les congrégations féminines hospitalières ou enseignantes.
Lorsque Brazzaville est élevé au rang d'archidiocèse par Pie XII, en 1955, il en devient le premier archevêque. Il sait avec le mouvement de décolonisation qu'il doit préparer le chemin à un successeur autochtone. Le pays acquiert son indépendance en 1960. Il choisit donc Théophile Mbemba comme évêque auxiliaire en 1963. Le pays est en proie à de fortes tensions, tandis que de l'autre côté du fleuve Congo la guerre civile fait rage dans l'ancien Congo belge. Il laisse la place en mai 1964 à son successeur, est nommé archevêque titulaire d'Arae-en-Maurétanie (de) et après un séjour d'une année en France devient missionnaire en Mauritanie à la demande de Paul VI. Ce vaste pays entièrement musulman doit faire naître une Église locale indépendante (elle dépendait du siège de Saint-Louis du Sénégal). C'est à lui qu'incombe cette tâche difficile.
Il demeure huit ans en Mauritanie, puis démissionne, étant physiquement épuisé. Il rentre en France où il se met à la disposition de  Jean Badré, évêque de Bayeux-Lisieux. Il assure la confession à la paroisse Saint-Pierre de Caen, assume la charge d'aumônier des ursulines, organise des récollections, s'occupe des réunions des foyers Notre-Dame, etc., le tout pendant quatorze ans. Il prend sa retraite en 1988 à la maison de Chevilly où il meurt le 2 janvier 1993.